# Красная Нива (Курганская область)
Красная Нива — село в Шадринском районе Курганской области России. Входит в состав Краснонивинского сельсовета.

## География
село находится на северо-западе Курганской области, в пределах юго-западной части Западно-Сибирской равнины, в лесостепной зоне, на расстоянии примерно 4 километров (по прямой) к югу (SSE) от города Шадринска, административного центра района.

### Климат
Климат характеризуется как резко континентальный, с холодной продолжительной малоснежной зимой и тёплым сухим летом. Средняя температура воздуха самого холодного месяца (января) составляет −18 °C (абсолютный минимум — −50 °С); самого тёплого месяца (июля) — 18 °C (абсолютный максимум — 41 °С). Безморозный период длится 192—196 дней. Годовое количество атмосферных осадков — 320—470 мм, из которых большая часть выпадает в тёплый период. Продолжительность периода с устойчивым снежным покровом равна 150—160 дням.

## Население
| 1989 | 2002  | 2010  |
| ---- | ----- | ----- |
| 1387 | ↗1534 | ↘1426 |

### Национальный состав
Согласно результатам Всероссийской переписи населения 2002 года, в национальной структуре населения русские составляли 94 %.